# San Juan (Texas)
San Juan is een plaats (city) in de Amerikaanse staat Texas, en valt bestuurlijk gezien onder Hidalgo County.

## Demografie
Bij de volkstelling in 2000 werd het aantal inwoners vastgesteld op 26.229.
In 2006 is het aantal inwoners door het United States Census Bureau geschat op 32.319, een stijging van 6090 (23,2%).

## Geografie
Volgens het United States Census Bureau beslaat de plaats een oppervlakte van
28,5 km², geheel bestaande uit land.

## Plaatsen in de nabije omgeving
De onderstaande figuur toont nabijgelegen plaatsen in een straal van 8 km rond San Juan.